# 山中元良
山中 元良（やまなか もとよし、? -  文政12年（1829年）7月4日）は、日本の江戸時代の郷士。鴻池村山中総本家の13代目当主。出雲国の戦国武将山中幸盛の子孫。山中新九郎の長男。通称は（13代）山中新右衛門と称した。
墓所は兵庫県伊丹市鴻池の慈眼寺境内墓地にある。法号は孤山宗雲居士。

## 生涯
山中新九郎の子として生まれた。寛政8年（1796年）6月、叔父である山中元長が家督を再相続して（12代）山中新右衛門と称し、名前を山中新蔵と改めるも家督を相続する後継者が無い為、元長の養子となった。文化10年（1813年）4月14日に養父であった元長が没したため家督を相続、（13代）山中新右衛門と称し、名前を山中金蔵と改めた。